# Pollice (dito)

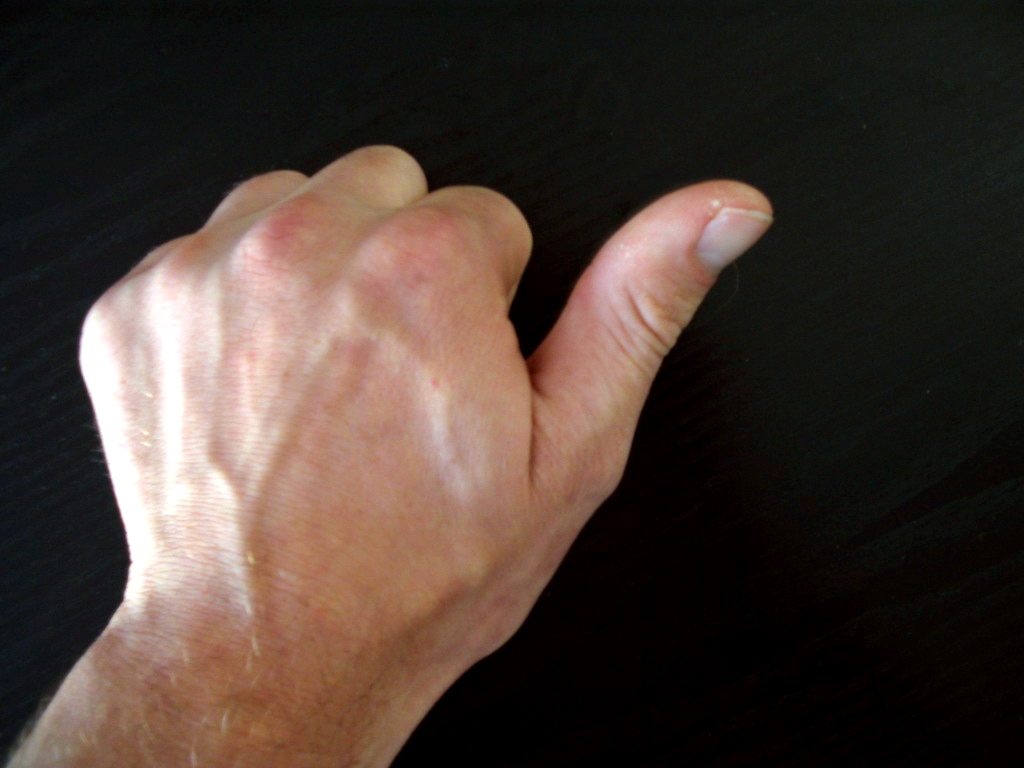
Pollice nella mano umana

Il pollice (anche dito pollice o primo dito) è un dito della mano, il più laterale. 

## Anatomia
Il pollice è ruotato di 90° sull'asse coronale rispetto alle altre dita, ed è fornito soltanto di due falangi, chiamate falange prossimale e falange distale o ungueale, che sono ossa lunghe. Manca, rispetto alle altre dita, della falange intermedia. 
La falange prossimale è articolata col primo metacarpo e questi con l'osso trapezio. Articolati con la testa, cioè la parte più distale, del metacarpo, vi sono due sesamoidi.
Come le altre dita, il pollice non possiede muscoli, ma i tendini di ventri muscolari che si trovano nell'avambraccio e nella mano. Tali tendini scorrono, con particolare riferimento ai flessori, in pulegge, anulari e crociate.
La muscolatura è costituita da ventri situati nell'avambraccio, regione estensoria (muscoli innervati dal nervo radiale):
- muscolo estensore lungo del pollice;
- muscolo abduttore lungo del pollice;
- muscolo estensore breve del pollice;

e regione flessoria:
- muscolo flessore lungo del pollice, innervato dal nervo mediano;

da ventri situati nella mano, regione dorsale:
- primo muscolo interosseo dorsale, che in realtà condiziona i movimenti del primo metacarpo e della seconda falange prossimale, innervato dal nervo ulnare;

a sede palmare quelli che costituiscono l'eminenza tenar, che in realtà hanno origine dal polso, in ordine dal superficiale al più profondo:
- muscolo abduttore breve del pollice (nervo mediano);
- muscolo flessore breve del pollice, capo superficiale (nervo ulnare);
- muscolo opponente del pollice (nervo mediano);
- muscolo flessore breve del pollice, capo profondo (nervo ulnare).

Vi è quindi l'adduttore del pollice (nervo ulnare), coi suoi due capi, trasverso (ad origine metacarpale) e obliquo (ad origine carpo-metacarpale).
La sensibilità del pollice è di pertinenza dei nervi radiale e mediano.

## Patologia

### Sindromi
Esistono alcune sindromi da compressioni nervose tipiche di particolari mestieri o giochi svolti per via del continuo movimento anomalo del pollice, dove il ramo del nervo ulnare e radiale vengono eccessivamente sollecitati:
- Pollice del giocatore di bowling[1]
- Pollice del suonatore d'arpa[1]

I segni e i sintomi di tali sindromi sono intorpidimento, parestesie e cambiamento della sensibilità del dito (può venire aumentata o diminuita).

### Malformazioni
Esistono alcune rare malformazioni congenite, l'aplasia (assenza) di uno o di entrambi pollici oppure il pollice può presentare 3 falangi, e in tal caso può anche non essere opponibile. Fra le più comuni malformazioni invece vi è la duplicazione, una doppia presenza, del pollice.

### Fratture
Per quanto riguarda il pollice la parte più soggetta a fratture è il metacarpo, dove si osservano le lesioni di Rolando (che si ravvisa più comunemente quando la frattura interessa anche il tendine dell'abduttore lungo del pollice, comportando una visione a "Y") o di Bennett.

### Esami
Nell'esame obiettivo si valuta la mobilità del pollice (flesso-estensione, abduzione-adduzione, opposizione, ritenuta la più importante). Per valutare la forza del muscolo adduttore si utilizza il segno di Froment.

## Pollice opponibile
Il pollice umano (come quello di molti primati, e di pochi altri animali) ha una caratteristica particolare: esso, infatti, ha un maggior grado di libertà nei movimenti, essendo ruotato di 90° rispetto alle altre dita. Questa particolarità consente alle specie che ne sono dotate di afferrare gli oggetti con gli arti con molta più libertà e facilità rispetto a chi non ne è provvisto, che si trova molto più in difficoltà, spesso addirittura impossibilitato, a compiere questi gesti.

### Animali con un pollice opponibile
Molti animali hanno in qualche misura un pollice o altro dito opponibile. Si dice che una specie animale sia dotata di pollice opponibile quando il pollice è in grado di piegarsi in maniera tale da riuscire a toccare tutte le altre dita della mano.
Primati
- I Primati ricadono in uno di questi quattro gruppi:[8]
  - Pollice non opponibile: Tarsius e Callithrix
  - Pollice pseudo-opponibile: tutti gli Strepsirrhini  e i Cebidae
  - Pollice opponibile: Cercopithecidae e tutti gli Hominidae
  - Pollice opponibile con pollici ugualmente lunghi: Hylobatidae (o scimmie minori)

Altri mammiferi
- Il panda gigante possiede un osso sesamoide molto lungo che sebbene non sia veramente un dito, funziona come un pollice opponibile.
- Lophiomys, un genere di roditori africani cui appartiene un'unica specie esistente (Lophiomys imhausi) e molte specie estinte.

Marsupiali

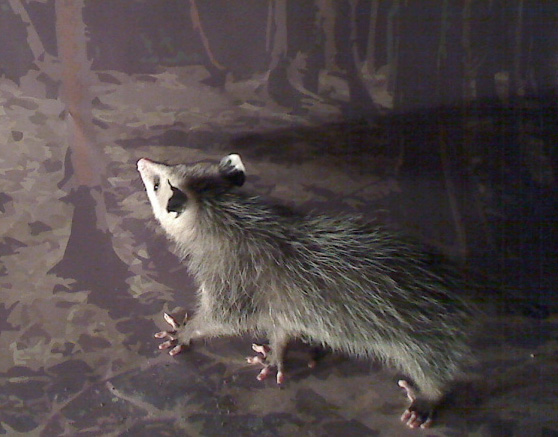
Pollice opponibile sulla zampa posteriore di un opossum

- La maggior parte dei marsupiali Phalangeridae possiede un pollice opponibile su ogni piede e due dita opponibili su ogni mano.
- Koala, simile ai falangeridi ma in ordine differente.
- Opossum, pollice opponibile sulla zampa posteriore.

Rettili
- Camaleonti, hanno non solo il pollice ma anche il secondo ed il terzo dito della mano opponibili alle altre due (nonché le prime due dita del piede opponibili alle altre tre)

Anfibi
- Phyllomedusa, un genere di rane originario del Sud America.

Dinosauri
- Iguanodon, un dinosauro con un aculeo sul pollice.
- Troodon, un dinosauro con pollice parzialmente opponibile.
- Bambiraptor, un piccolo dinosauro predatore: poteva toccare le due dita più esterne delle sue tre.

## Locuzioni
- Avere il pollice verde: essere esperto di botanica
- Fare pollice verso: essere contrario, condannare
- Usare il pollice di ferro